# USS Passaconaway (AN-86)
La USS Passaconaway (AN-86) es un barco de tendido de redes clase Cohoes de la Armada de los Estados Unidos. Fue transferido a la Armada Dominicana, donde presta servicio como Separación (P-208).

## Historia
Fue puesto en grada el 15 de abril de 1944, botado el 30 de junio de ese mismo año, y puesto en servicio el 27 de abril de 1945. Tras un breve servicio en la Armada de los Estados Unidos, fue retirado en 1947. En 1976, fue vendido a la Armada Dominicana, siendo renombrado como Separación (P-208). En la misma transacción, el país norteamericano entregó a RD el USS Etlah y el USS Passaic.